# Бремен
Бремен (на немски: Bremen) е град в Северна Германия. Официалното му име е Свободен ханзеатски град Бремен (на немски: Freie Hansestadt Bremen) поради членството му в средновековния съюз Ханза. Разположен е на река Везер.
Населението му през 2010 е 547 340 жители. Площта му е 325,42 км². Заедно с Бремерхафен образува провинция Бремен, основана през 1947 г., с площ 419 км².

## История

### Праистория
Няма точни данни кога е създадено първото селище на мястото на днешен Бремен, но има данни, че в околностите на града са открити кости от праисторически слон от около 150 000 пр.н.е. Край Вилдесхаузен има открити човешки кости от 10 – 12 000 пр.н.е. 

### Средновековие
Предполага се, че по земите на днешен Бремен са живели саксонски племена. През VIII век Карл Велики води битки с местните племена и установява контрол над областта. Най-ранната писмена информация за Бремен споменава убийството от местното население на назначен от него свещеник. Предполага се, че първата църква е построена през 789 г.; със сигурност тя е разрушена през 858 г. от датските викинги. На 10 август 965 г. император Вилхелм I дава търговското право, монетното право и митническото право на архиепископа на Бремен. През XI век градът бива укрепен поради опасност от нормандско нашествие. В периода (1041-1066) катедралата в града е опожарена и построена отново в стил, подобен на този на катедралата в Кьолн. През следващите векове Католическата църква продължава да управлява града, чиито владения са организирани, като Бременско архиепископство.
Бремен има всички характеристики на един средновековен град – добра отбрана, пазар, градско право, самоуправление. Първият годишен свободен пазар (на немски: Freimarkt) става факт на 16 октомври 1035 г. Това е и най-старият свободен пазар в Северна Германия и в днешно време се празнува ежегодно. През XII век Бремен установява търговски отношения с Фландрия, Англия, Скандинавия, страните по Балтийско море и Вестфален, благодарение на подобрените транспортни възможности. През 1217 г. гражданите сключват примирие с архиепископ Герхард I и получават равни права с Църквата. В края на XIII век градът благоденства. Строят се нови сгради, катедралата е подобрена. Това привлича хора от околността на Бремен, които заживяват в града.
През 1358 г. Бремен се присъединява към търговския и военен съюз на северните европейски градове - Ханзата. През 1366 г. за първи път „Ключът на Бремен“, символизиращ ключа на Св. Петър, става част от герба на града. През 1404 г. е изградена статуята на Роланд, а през 1414 г. е завършено и кметството. Въведена е и сложна система на управление с двама кметове, 12 съветници и 16 общественици. В началото на XV век Бремен е третият по сила град в Ханзата, но на 27 април 1427 г. е изключен от нея, поради неявяване на техен депутат на среща на страните-участници. По-късно отново е приет в съюза.

### Реформация
Към началото на XVI век Бремен остава почти незасегнат от влиянието на краля/кайзера (т.е. слабо зависим от Свещената Римска империя), но и град със слабо развита култура. По това време законите са много строги, дори за дребни престъпления  – често се наказва със смърт чрез обесване, обезглавяване или погребване жив, с дамгосване (жигосване с нажежено желязо и сходни методи за отличаване на престъпниците) и със сурови парични глоби. Същевременно броят на населението се увеличава – всеки несвободен човек, който преживее в града повече от 1 година, без да му се вмени престъпление, получава право да откупи свободата си срещу определена сума. През 1521 г. в Бремен избухва епидемия от чума, при която умират до 70 души дневно. Приблизително по същото време сред населението стават популярни идеите на Мартин Лутер. 
От 1522 г. до 1526 г. се отслужват протестантски литургии редом с католическите. След 1526 г. се извършват единствено протестантски (с изключение на катедралата "Св. Петър", но там на местните по закон е забранено да ходят на литургия). В годините след това се появяват първите училища в града. През 1532 г. и катедралата става протестантска. Междувременно долните слоеве на обществото правят революция, в резултат на която в течение на няколко месеца в града действа парламент със 104 депутати. В последвалите години Бремен води поредица войни с Олденбург и Брауншвайг.
През 1563 г. Бремен, приел и идеите на калвинизма, е изключен от Ханзата за втори път поради религиозни различия, но пак е включен в нея през 1576 г.  Между 1566 и 1585 г. на 6 пъти е сполетян от чума, а през 1566 г. почива последният католически епископ на Бремен. През 1629 г. Ханзата се разпада напълно поради религиозни различия и 3 от градете – Бремен, Хамбург и Любек, сключват договор за военна взаимопомощ, който бива удължаван многократно след това, без да има реално значение. Оттогава трите града се наричат Ханзеатски градове.

### Нова история
През XVII век процъфтява външната търговия. Основен търговски партньор са холандските провинции. Значителна търговия развива и с Норвегия – Бремен продава бира и получава рибни и други животински продукти. По-късно импортът на риба се премества към Исландия и Шетландските острови. Около средата на века градът започва да упражнява китоловство. По това време класите в обществото вече не се определят от произхода, а от благосъстоянието. 
Градът води борба за независимост от Свещената Римска империята с променлив успех. Воюва с шведите от които губи част от териториите си, както и от хановерците. В епохата на Наполеоновите войни попада под френска власт. С решение на Виенския конгрес е включена в Германския съюз, през 1867 - на Северногерманския съюз, а по-късно е в състава на Германската империя, като самоуправляваща се република. В началото на 1919 г. на територията й съществува Бременска съветска република. Впоследствие е крупен индустриален център, част от Ваймарската република. Във времената на Третия райх е един от най-важните му градове и място на 9 от концлагерите от групата Нойенгаме. След Втората световна война е в състава на ФРГ (Западна Германия), а от 1990 г. нататък - на Обединена Германия.

### Население през годините
- 1230: 10 – 15 000 жители
- XVII век: 20 000
- 1810: 35 800
- 1830: 43 700
- 1850: 55 100
- 1880: 111 900
- 1900: 161 200
- 1925: 295 000

## Управление
В Бремен е седалището на градския парламент на провинция Бремен. В него участват 83 депутати – 67 от град Бремен и 16 от Бремерхафен. Парламентът избира управлението на провинцията – сената. В сената участват 7 сенатори. Президентът на сената (съпоставим с министър-председателите на останалите провинции) е едновременно с това и кмет на град Бремен. Един от останалите сенатори също е кмет.

## Климат
| Бремен                             | Бремен | Бремен | Бремен | Бремен | Бремен | Бремен | Бремен | Бремен | Бремен | Бремен | Бремен | Бремен | Бремен  |
| Месеци                             | яну.   | фев.   | март   | апр.   | май    | юни    | юли    | авг.   | сеп.   | окт.   | ное.   | дек.   | Годишно |
| Средни максимални температури (°C) | 3,9    | 4,8    | 8,7    | 12,8   | 18,0   | 20,2   | 22,4   | 22,6   | 18,4   | 13,5   | 8,0    | 5,1    | 13,2    |
| Средни температури (°C)            | 1,4    | 1,9    | 5,0    | 8,1    | 12,7   | 15,3   | 17,4   | 17,4   | 13,9   | 9,7    | 5,2    | 2,7    | 9,2     |
| Средни минимални температури (°C)  | −1,1   | −1,1   | 1,3    | 3,4    | 7,4    | 10,3   | 12,4   | 12,1   | 9,3    | 5,8    | 2,3    | 0,3    | 5,2     |
| Средни месечни валежи (mm)         | 55,1   | 35,6   | 51,2   | 40,8   | 54,2   | 73,4   | 65,0   | 61,2   | 61,2   | 55,4   | 57,7   | 61,6   | 671,3   |
| ---------------------------------- | ------ | ------ | ------ | ------ | ------ | ------ | ------ | ------ | ------ | ------ | ------ | ------ | ------- |
|                                    |        |        |        |        |        |        |        |        |        |        |        |        |         |

Най-високата измерена температура в Бремен е 37,6 °C на 9 август 1992 г. (измерванията започват през 1890 г.), а най-ниската измерена температура е -23,6 °C на 13 февруари 1940 г.

## Икономика
Пристанището на Бремен се намира в Бремерхафен и е на световно ниво. Основните промишлености в Бремен са хранителна промишленост, автомобилна промишленост, металообработка, корабостроене, самолетостроене, както и космически разработки. Градът се преструктурира в място за разработка на нови технологии. Има конгресен и панаирен център.
Бремен има летище, пристанище (Бремерхафен) и ЖП-гара. Градският транспорт се състои от автобуси и трамваи. Има добре изградена инфраструктура за колоездачи.

## Култура
Известни музеи в Бремен са Юберзеемузеум (на немски: Überseemuseum), Универзум (на немски: Universum). Също така има художествена галерия (Kunsthalle, Кунстхале), няколко големи театъра. Градът е седалище на Немската камерна филхармония. Организират се фестивали и концерти. В Бремен са разположени 2 университета (държавен университет Бремен и частен – Якобс), университети по приложни науки (Fachhochschulen) и по изкуствата (Hochschule für Künste).
Всяка година има 3 големи събора – Остервийзе (на немски: Osterwiese – „Великденски събор“), Фраймаркт (Freimarkt) и Коледният събор (Weihnachtsmarkt). Фраймарктът е най-големият северногермански празник. Започнал през XI век като свободен пазар за чужди търговци, днес той представлява увеселителен парк с много забавления (влакче на ужасите, виенско колело и др.) и шатри с музика на живо. На Коледния събор традиционно майстори продават стоки, изработени по запазени от Средновековието техники. Ежегодно в Бремен се провеждат световно първенство по хип-хоп и самба-карнавал.
Бремен е спортен център с изявени дисциплини футбол, конни дисциплини и колоездене. Най-големият футболен отбор е Вердер Бремен, който играе мачовете си на Везерщадион (по името на река Везер). В града се провежда ежегодно 6-дневно колоездачно състезание (6-Tage-Rennen). Има и хиподрум.

## Забележителности

### Сгради
- Катедрала „Св. Петър“ (на немски: St. Petri Dom)
- Кметство (построено през 1414 г.)
- Градски парламент (на немски: Bürgerschaft – останало като название от годините на участие в Ханзата)
- Fallturm – кула за измерване на земното ускорение
- Шноор (на немски: Schnoor) – квартал, обявен за световно културно наследство от ЮНЕСКО

### Статуи
- Статуя на Бременските музиканти, по приказката на Братя Грим
- Статуя на Роланд

### Други
- Ботаническа градина
- Градски парк
- Марктплац (пазарен площад)
- Парк „Рододендрон“

## Партньорски градове
- Братислава, Словакия
- Виндхук, Намибия от 18 април 2000 г.
- Гданск, Полша (от 1976 г.)
- Далиан, Китай (от 1985 г.)
- Измир, Турция (от 1995 г.)
- Коринто, Никарагуа
- Рига, Латвия (от 1992 г.)
- Росток, Германия
- Хайфа, Израел (от 1988 г.)